# El profesor Layton y el futuro perdido
El profesor Layton y el futuro perdido (レイトン教授と最後の時間旅行 Reiton-kyōju to Saigo no Jikan Ryokō?) es un videojuego de misterio y puzles desarrollado por Level-5 para Nintendo DS. Es el tercer juego de la serie de videojuegos El profesor Layton, precedido por El profesor Layton y la villa misteriosa y El profesor Layton y la Caja de Pandora. El juego combina minijuegos que requieren inteligencia y razonamiento con una trama misteriosa presentada con un aspecto cinematográfico.

## Resumen de la trama
El profesor Layton y su aprendiz Luke reciben una misteriosa carta. En ella se describe que Londres se ha convertido en un lugar inhóspito, inseguro y regido por las fuerzas del mal. La parte más misteriosa de la carta es la que se refiere a que todo eso está pasando en el futuro, no en la actualidad, concretamente diez años más tarde, y el escritor de la carta se revela a sí mismo como el Luke de ese futuro. A raíz de esto, el profesor y su aprendiz van al lugar al que se les cita en la carta para descubrir qué es lo que ocurre y ayudar al Luke del futuro a salvar la ciudad de Londres de la amenaza que se cierne sobre ella.
El profesor Layton y su aprendiz Luke van al lugar mencionado en la carta, una relojería casi abandonada. Sin saber cómo, viajan en el tiempo hasta el futuro: al Londres de diez años más tarde. Allí empiezan a investigar y a seguir la pista del Luke del futuro.
Finalmente, cuando se encuentran con él, este les cuenta todos los detalles de lo que ocurre. Unas semanas antes de la actualidad un científico poco conocido invitó a una fiesta a las mentes más brillantes del mundo y a las personalidades más conocidas para presentar una invención propia: una máquina del tiempo. La inicia usando como voluntario al primer ministro de Londres. Pero ocurre un imprevisto y, tras estallar, el primer ministro y el científico desaparecen sin dejar más que trozos de la máquina. Durante las siguientes semanas comenzaron a desaparecer científicos de todas partes y el profesor Layton se obsesionó con la idea de construir una máquina del tiempo. Usó su inteligencia y su astucia en los bajos fondos de Londres en negocios sucios que le produjeron cuantiosos beneficios hasta que poco a poco se hizo con el control pleno de la ciudad.
Ahora, en el Londres de dentro de diez años donde todo esto ha ocurrido, el profesor Layton, Luke y el Luke del futuro hacen todo lo posible por desbaratar los planes del Layton del futuro. Mientras investigan, Layton empieza a sospechar que la explosión de la máquina del tiempo en la fiesta y una que ocurrió hace diez años en la que murió su novia están relacionadas, ya que las dos surgieron por intentar hacer funcionar una máquina del tiempo. Cuando por fin logran llegar hasta el profesor Layton del futuro, el de la actualidad deduce que este es un impostor, y que en realidad es el científico que produjo la explosión en la actualidad, y que aún seguía obsesionado con experimentar con el tiempo... Pero tras replantearse los sucesos acontecidos, se descubre que el Luke del futuro no es más que un impostor, y que el Londres del futuro en el que se encuentran no es más que una recreación que se encuentra bajo tierra en una caverna gigantesca. 
El auténtico Luke es un chico que perdió a sus padres con la primera explosión del pasado, y que desde entonces busca venganza para su causante: el primer ministro. Desde entonces, se hizo pasar por amigo de Dimitri (el científico) para cumplir sus propios objetivos: destruir Londres para que todo volviera a empezar. El profesor Layton, con la ayuda de su archienemigo, Don Paolo, Celeste (la hermana pequeña de Claire, la novia fallecida del profesor), Luke y Flora lo detiene. 
Al final de la historia el Luke falso acaba detenido por la ley y sus planes, desbaratados. Y se revela una nueva verdad: Dimitri intentaba construir una máquina del tiempo para hacer que Claire siguiera viva. En realidad, esta nunca murió. En la explosión más antigua, la máquina que se intentaba hacer funcionar fue efectiva y envió a Claire hasta la época actual, pero poco a poco su cuerpo lucha por volver al momento en el que ocurrió la explosión. Tras esta revelación, Claire se despide para siempre del profesor y finalmente desaparece.
Días más tarde, Luke se muda porque los negocios de su padre así lo requieren. Tras un período de tiempo sin definir el profesor recibe una carta suya diciéndole que ha ocurrido algo extraño...

## Cronología
El profesor Layton y el futuro perdido fue lanzado por primera vez en Japón en el año 2008. Cierra la primera trilogía del profesor Layton compuesta por El profesor Layton y la villa misteriosa y El profesor Layton y la Caja de Pandora. Hasta la fecha el juego es el que cierra toda la historia que componen los juegos y películas de El Profesor Layton, que quedan en este orden según la cronología histórica lineal:
- El profesor Layton y la llamada del espectro (2009) (Juego)
- El profesor Layton y la diva eterna (2009) (Película)
- El profesor Layton y la máscara de los prodigios (2011) (Juego)
- El profesor Layton y el legado de los Ashalanti (2013) (Juego)
- El profesor Layton y la villa misteriosa (2007) (Juego)
- El profesor Layton y la caja de Pandora (2007) (Juego)
- El profesor Layton y el futuro perdido (2008) (Juego)

Las fechas de lanzamientos corresponden a las primeras en todo el mundo, todas en Japón.

## Jugabilidad
El juego, al igual que las anteriores entregas, es un conjunto de minijuegos o pruebas que van apareciendo conforme se investiga un misterio recorriendo escenarios e interactuando con objetos y personajes de una estética "point and click", aprovechando siempre la pantalla táctil de las consolas Nintendo DS. Los minijuegos (llamados "puzles" en el juego) son pruebas que requieren de astucia y de inteligencia y cuyos contenidos son muy variados. Se pueden encontrar algunos que son problemas matemáticos muy enrevesados, otros que son como pasatiempos, como hacer un puzle con piezas extrañas, y otros cuya solución se halla simplemente por lógica. Las soluciones de todas estas pruebas se expresan de diferentes formas según la prueba: algunas se resuelven cuando escribes una solución numérica; otras, rodeando o marcando en un dibujo la solución (cuando se trata de un objeto, una persona o cualquier cosa cuando se la representa con casilleros con letras), y otras se dan por resueltas una vez que se completan (como suelen ser los desafíos en los que, por ejemplo, hay que mover fichas hasta lograr que ciertas de estas estén en un lugar concreto).
Como extra, el juego contiene otro tipo de desafíos o minijuegos que son jugables una vez se han completado correctamente ciertos desafíos normales, como es habitual en la saga del Profesor Layton. En esta entrega son el Libro de pegatinas, en el que hay que ir pegando los adhesivos que obtienes para formar una historia coherente; El Pájaro, al que le pones un nombre y, siguiendo unas normas, tienes que hacer que se desplace de un lado a otro en pruebas contrarreloj, y el Cochecito, diferentes circuitos desbloqueables por los que coche debe circular recogiendo y utilizando objetos hasta llegar a ciertas casillas.
Al resolver con éxito un puzzle, el jugador gana "picarats" que son un tipo de puntos que al final del juego te permite acceder a contenidos extras o especiales.
Además, el juego incorpora una sección de "Extras" con varios contenidos que exprimen al completo la capacidad de la consola y del juego. Estos contenidos son desbloqueables y mucho más difíciles de conseguir que el resto. Por un lado está la sección "Lo mejor de Layton", que ya había aparecido en anteriores entregas de la saga y que es una recopilación de puzles mucho más difíciles. También destaca el "Puzle semanal", una función que permite descargar puzles que Nintendo cuelga en internet semanalmente desde la salida del juego. Además hay una galería en la que se pueden revivir los vídeos, los escenarios y las voces del juego.

## Personajes principales
Profesor Hershel Layton: Lo que más le gusta es resolver puzles y disfrutar de una buena taza de té. Es un profesor de Arqueología mundialmente famoso. Su posesión más preciada es su sombrero, que Claire, su novia fallecida, le regaló antes de morir. Trata de ser un excelente caballero, debido a que Claire lo consideraba así. Durante el juego se revela que sentía un gran amor por Claire, pero no se animaba a confesárselo, siendo ella quien en realidad se le declaró a él, e inclusive, mientras tenían una relación, se mostraba bastante tímido hacia ella. Le regala un reloj de cuerda a Claire que usan para salir ilesos cuando destruyen la fortaleza andante de Clive (el verdadero nombre del Luke del futuro).
Luke Triton: Es el aprendiz del profesor Layton. Se le dan muy bien los puzles, mucho mejor que a los adultos en general. Tiene una habilidad especial para comunicarse con los animales. Tiene una estrecha relación con el profesor, a quien admira y aprecia. Durante la historia se muestra preocupado debido a que su padre le manda una carta donde le informa de que se necesitan mudar por sus negocios, la cual hace que Luke piense que su amistad con el profesor se puede deteriorar. Sin embargo, Layton lo tranquiliza asegurándole que su amistad será duradera.
Flora Reinhold: Es la protegida del profesor Layton tras convertirse él en su tutor (en El profesor Layton y la villa misteriosa). Le sigue a todas partes y de tanto hacerlo ha aprendido a resolver puzles.
Don Paolo/Paul: Era un brillante científico que, cuando vio que la mujer a la que quería, Claire, era la novia del profesor Layton, decidió hacerse el archienemigo de este último y trazó planes para acabar con su vida. Es un gran inventor y tiene un don para disfrazarse de gente sin ser reconocido.
Luke del futuro/Clive: Es el verdadero villano del juego. Cuando sus padres murieron en una explosión quiso vengarse del responsable. Fue adoptado por una anciana rica que, tras morir, le dejó su descomunal herencia, que invirtió en hacer realidad sus planes de venganza. Se hizo pasar por Luke del futuro para hacer creer al profesor Layton y a Luke que estaban en el futuro y que así le sirvieran en sus propósitos. No obstante, una parte de él deseaba inconscientemente que el profesor Layton lo salvara de la locura que estaba cometiendo.
Celeste/Claire: Era la novia del profesor Layton. Tras una explosión ocurrida en un intento fallido por hacer funcionar una máquina del tiempo se la dio por muerta. Sin embargo, de alguna forma, la máquina del tiempo funcionó y la envió al futuro, donde ayuda al profesor Layton a realizar sus planes haciéndose pasar por la hermana pequeña de ella misma. Cuando todo el peligro ha pasado revela su verdadera identidad y regresa al pasado ya que su presencia era temporal. Vuelve justo cuando ocurre la explosión y fallece.
Dimitri Allen: Era un científico que amaba a Claire. Cuando esta murió se alió con Clive para hacer que las mentes más brillantes del mundo se pusieran a trabajar en la creación de una máquina del tiempo efectiva para evitar la muerte de Claire.
Bill Hawks: Es el primer ministro del Reino Unido. Antes era científico y trabajaba junto a Claire en la creación de una máquina del tiempo. Cuando le hicieron una oferta para comprarle los diseños, intentó mostrar el rendimiento del prototipo de la máquina cuando no estaba completa, causando la muerte de diez personas, entre los que se incluyen Claire y los padres de Clive. Él salió ileso. Más tarde, cuando Layton trató de investigar sobre el accidente, usó sus influencias para tratar de pararlo, llegando a contratar a rateros clandestinos que casi matan al profesor.

## Banda sonora
Como en los anteriores juegos, la banda sonora del juego salió a la venta en Japón bajo el título Layton Kyoju to Saigo no Jikan Ryoko Original Soundtrack, formada por todas las pistas sonoras a excepción del tema final, que no fue incluido por razones desconocidas. En total, un conjunto de 22 pistas sonoras forman el álbum y son las siguientes:
| Layton Kyoju to Saigo no Jikan Ryoko Original Soundtrack |                                               |                                     |          |  |
| N.º                                                      | Título                                        | Traducción al español               | Duración |  |
| 1.                                                       | «最後の時間旅行のテーマ <生演奏ヴァージョン>» | El futuro perdido (Versión en vivo) |          |  |
| 2.                                                       | «謎3»                                         | Puzles nuevos 1                     |          |  |
| 3.                                                       | «ロンドン2»                                   | Las calles de Londres               |          |  |
| 4.                                                       | «手がかりを求め»                              | Buscando pistas                     |          |  |
| 5.                                                       | «緊迫»                                        | Tensión                             |          |  |
| 6.                                                       | «ロンドン3»                                   | Otras calles de Londres             |          |  |
| 7.                                                       | «穏やかな町»                                  | Una ciudad tranquila                |          |  |
| 8.                                                       | «カジノナンバー7»                             | El siete de oros                    |          |  |
| 9.                                                       | «悲しみの中»                                  | Dolor                               |          |  |
| 10.                                                      | «不審»                                        | Suspense                            |          |  |
| 11.                                                      | «アジアンストリート»                          | Chinatown                           |          |  |
| 12.                                                      | «ナゾバトル»                                  | Batalla de ingenio                  |          |  |
| 13.                                                      | «記憶とともに»                                | Memorias                            |          |  |
| 14.                                                      | «六角塔»                                      | La Pagoda Colosal                   |          |  |
| 15.                                                      | «教授の推理»                                  | La deducción del profesor           |          |  |
| 16.                                                      | «ピンチ！»                                    | Crisis                              |          |  |
| 17.                                                      | «科学研究所»                                  | El fondo de la investigación        |          |  |
| 18.                                                      | «謎4»                                         | Puzles nuevos 2                     |          |  |
| 19.                                                      | «巨大兵器»                                    | La fortaleza de la locura           |          |  |
| 20.                                                      | «教授のカバン（絵本）»                        | El libro de ilustraciones           |          |  |
| 21.                                                      | «教授のカバン（ミニカー）»                    | El coche de juguete                 |          |  |
| 22.                                                      | «教授のカバン（パロちゃん）»                  | El loro                             |          |  |